# Marinyans

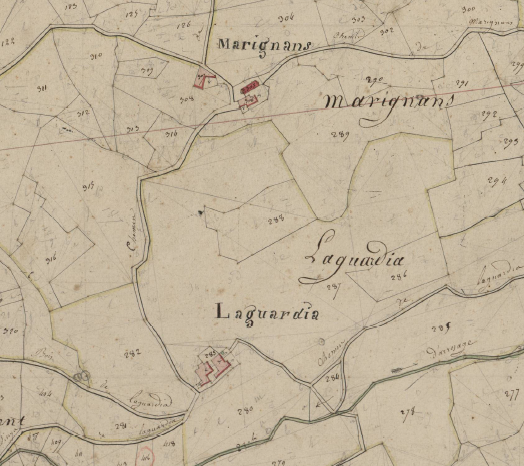
La Guàrdia i Marinyans en el Cadastre napoleònic del 1812 (Arxius Departamentals dels Pirineus Orientals)

Marinyans (en francès Marignans) és actualment una masia de la comuna de Serdinyà, a la comarca del Conflent, de la Catalunya del Nord. Havia estat un poble, amb església pròpia.
Es troba a l'esquerra de la Tet, sota el lloc dels Horts, dalt d'un coster, a uns 700 metres d'altitud i a uns 800 metres en línia recta de Serdinyà.
És esmentat ja l'any 1017. L'església de Santa Maria de Marinyans, d'estil romànic. Va ser derruïda l'any 1895, quan ja es trobava abandonada, i en queden encara les ruïnes. El mobiliari que tenia l'església va ser traslladat a l'església de Sant Cosme i Sant Damià de Serdinyà.